# Juventus (Orange Walk)
El Juventus es un equipo de fútbol de Belice que juega en la Liga Premier de Belice, la liga de fútbol más importante del país.

## Historia
Fue fundado en el año 1978 en la ciudad de Orange Walk Town con el nombre Juventus Stars FC y sus colores son basados en la Juventus de Turín de Italia y es uno de los equipos más ganadores del país, al acumular 5 títulos de Liga y 3 títulos de Distrito, aparte de ser el único equipo de Belice en ganar un partido en un torneo internacional, 4-1 ante el Real Club Deportivo España de Honduras.
A nivel internacional ha participado en 6 torneos continentales, donde su mejor participación ha sido en la Copa de Campeones de la Concacaf del año 1997, donde avanzó hasta la Segunda ronda.

## Palmarés
- Liga Premier de Belice: 5

1995/96, 1996/97, 1997, 1998/99, 2005
- Copa del Distrito de Orange Walk: 3

1985/86, 1987/88, 1988/89

## Participación en competiciones de la Concacaf
- Copa de Campeones de la Concacaf: 5 apariciones

1990 - abandonó en la Primera ronda
1993 - Primera ronda
1996 - Primera ronda
1997 - Segunda ronda
1998 - Primera ronda
- Copa Interclubes de la Uncaf: 1 aparición

1999 - Primera ronda

## Jugadores

### Jugadores destacados
- Norman Nuñez (1993–1997)
- Dion Flowers (1997–2005)
- Charlie Slusher (1998–1999)
- Edmund Thomas (1999–2007)
- Mark Leslie (2001–2002)
- Kevin Pelayo (2001–2005)
- Raul Celiz (1998–1999, 2002–2003, 2004–2006)
- Elroy Kuylen (2003–2004)
- Christopher Hendricks
- Rudolph Flowers
- Felipe Moreno
- Rodrigo "Rigo" Hernández Martínez
- José Luis " El Chispa " Hernández Martínez